# Antas da Coutada de Alcogulo
Die Antas da Coutada de Alcogulo, auch Anta 1 de Alcogulo oder Anta da Borda da Coutada do Porto dos Pinheiros genannt, ist eine Megalithanlage etwa 3,5 km westlich Castelo de Vide, in der Gemeinde (portugiesisch Freguesia) São João Baptista im Kreis (portugiesisch Concelho) Castelo de Vide, Distrikt Portalegre im nordöstlichen Alentejo.
Anta, Mámoa, Dolmen, Orca und Lapa sind die in Portugal geläufigen Bezeichnungen für die ungefähr 5000 Megalithanlagen, die während des Neolithikums im Westen der Iberischen Halbinsel von den Nachfolgern der Cardial- oder Impressokultur errichtet wurden.

## Denkmalpflege
1867–1868 wurde die Anlage durch Pereira da Costa untersucht und publiziert und 1910 als Monumento Nacional eingetragen und geschützt. Eine moderne archäologische Nachuntersuchung der Fundstelle steht aus.
Obwohl bisher keine umfangreichen Sicherungsmaßnahmen durchgeführt wurden, gehört die Anta zu den besser erhaltenen Megalithanlagen der Region. Sie liegt auf Privatbesitz und ist nur mit Erlaubnis des Eigentümers zu besichtigen.

## Befund
Die polygonale Grabkammer ist breiter als hoch und wird durch sieben Tragsteine (Orthostaten) aus Granit gebildet. Sie ist mit einem großen, weit überkragenden Deckstein geschlossen. Fünf der ehemals sieben unregelmäßig viereckigen Tragsteine sind noch in situ vorhanden. Ebenfalls in situ erhalten ist der Deckstein, der auf den Tragsteinen 3, 4 und 7 aufliegt.
Vom mindestens 4,5 Meter langen Korridor sind noch sechs seitliche Tragsteine sowie zwei Decksteine in situ erhalten.  Möglicherweise handelt es sich bei einem der verstürzt angetroffenen Steine im Korridorbereich um den ehemaligen Schlussstein des Korridors.
Die ehemalige Überhügelung (Mámoa) des Grabes ist heute im Gelände kaum mehr wahrnehmbar.
Die Antas da Coutada de Alcogulo gehört mit den beiden benachbarten Anta do Alcogulo II und Anta do Alcogulo III zu einer Gruppe von Megalithgräbern, die sich in einem Umkreis von etwa 700 m verteilen. Inwieweit es sich hierbei um ein Gräberfeld mit zeitnaher oder aufeinanderfolgender Belegung handelt oder ob sich die Konzentration in dieser fundreichen Region eher „zufällig“ ergeben hat, muss aufgrund der nur sehr groben Datierung der drei Antas offen bleiben.
Eine weitere Ansammlung von fünf benachbarten Megalithgräbern – die Necrópole Megalítica de Coureleiros – wurde nur etwa 1,5 km südlich ergraben.

## Funde
Über eventuelle Funde der Grabung von 1867 bis 1868 liegen keine Informationen vor.

Die Datierung der Anlage kann daher nur allgemein in den Zeitraum vom 4. bis 2. Jahrtausend v. Chr. erfolgen.